# Tórálvur Mohr Olsen
Tórálvur Mohr Olsen (født 2. juni 1927 på Tvøroyri, død 3. maj 2008) var en færøsk sømand, fårebonde og politiker (JF).
Han var uddannet skipper fra 1950/1951. Olsen boede det meste af sit liv i bygden Sandur, hvor han giftede sig med Svava, datter af politikeren Jóan Petur Davidsen. Olsen var ved godt helbred helt indtil sin død, og var fårebonde på Sandur frem til høsten 2007.
Olsen var medlem af kommunalbestyrelsen i Sandur 1970–1980 og valgt til Lagtinget fra Sandoy 1970–78 og 1980–88. I hele sin tid i Lagtinget var han medlem af fiskeriudvalget og engagerede sig stærkt i både hav- og kystfiskernes sag. Han var også medlem af Lagtingets delegation til Vestnordisk Råds generalforsamling 1986–1987. Af andre tillidshverv kan nævnes medlemskab af SEVs repræsentantskab 1970–74 og bestyrelse 1974–1982, bestyrelsesmedlem i Skipafelagið Føroyar 1980–98 og medlem af Tryggingarsambandið Føroyars bestyrelse 1980–98 og repræsentantskab 1998–2002.